# Can Malagrida Pobre
Can Malagrida Pobre és una obra d'Olot (Garrotxa) inclosa a l'Inventari del Patrimoni Arquitectònic de Catalunya.

## Descripció
És una antiga fàbrica de planta rectangular amb un cos avançat formant una torre. Disposa de planta, pis i golfes. El teulat és a quatre aigües i la cornisa presenta decoracions de terracotta vermella amb motius de fullatges estilitzats, greques, etc. El teulat té un parallamps remarcable sostingut per una estructura de ferro decorada amb flors.
Els murs varen ser estucats i pintats de blanc. Té àmplies finestres decorades amb guardapols molts sortits amb petita geminació. Els angles de l'edifici es van fer amb encoixinats d'estuc imitant pedra.

## Història
L'eixample és un projecte promogut per Manuel Malagrida, olotí enriquit a Amèrica, que va encarregar a l'arquitecte J. Roca i Pinet l'elaboració d'una ciutat-jardí, amb zones verdes i xalets unifamiliars. A partir del Passeig de Barcelona i del riu Fluvià, dibuixà una disposició radiocèntrica de carrers amb dos focus, la plaça d'Espanya i la d'Amèrica, unides pel pont de Colom. Així es planejà també el c/ Vilanova, amb cases unifamiliars de poca alçada i amb jardí, que tot i no tenir les pretensions de les situades en ple eixample, tindran elements arquitectònics i decoratius molt notables.